# 김영나
김영나(金英那, 1951년 4월 7일 ~ )는 대한민국의 미술사학자이다. 본관은 전주(全州)이다. 고고학자 김재원(金載元)의 셋째딸이며 고고미술사학자 김리나(金理那)는 큰언니이다. 미국 뮬렌버그 대학교와 오하이오 주립대학교에서 현대미술사를 전공하였다. 한국근현대미술사학회 회장, 미술사와 시각문화학회 회장, 한국미술사교육학회 회장을 역임하였다. 2011년에서 2016년까지 국립중앙박물관 관장을 역임하였다.

## 퇴임 논란
그는 퇴임 후에 "상부의 압박으로 관장을 그만둔 게 확실히 맞다"며 박근혜 대통령이 관심을 표명한 프랑스장식미술전 개최를 반대하다 청와대의 압박으로 물러나게 된 것이라고 밝혔다. 청와대 교육문화수석실은 박 대통령이 이 전시에 가보고 싶다고 관심을 나타내자 이례적으로 김 전 관장을 수차례 불러 전시를 성사시키라고 계속 압박하였는데, 김 전 관장은 이 전시가 프랑스 명품 업체들의 상품을 전시하는 등 상업성이 뚜렷해 공공박물관에 전시할 수 없다는 견해를 고수하여 전시가 무산되었다.

## 학력
- 경기여자고등학교 졸업
- 미국 뮬렌버그 대학교 미술학과 졸업
- 미국 오하이오 주립대학교 대학원 미술사학과 졸업 (인문과학 석사, 인문과학 박사)

## 경력
- 1980.09 ~ 1987.10 덕성여자대학 교수
- 1987.10 ~ 1995.02 덕성여자대학교 교수
- 1990.10 ~ 1991.06 일본 도쿄대학 객원연구원
- 1993.05 ~ 1995.05 서양미술사학회 회장
- 1995.03 ~ 2016.08 서울대학교 고고미술사학과 교수
- 1995.09 ~ 1996.08 한국미술사교육학회 회장
- 미술사와 시각문화학회 회장
- 2001 미국 하버드대학교 객원연구원
- 2003 ~ 2005 서울대학교 박물관 관장
- 2004 한국박물관협회 이사
- 2006 ~ 2009 한국근현대미술사학회 회장
- 2007.04 ~ 2013 문화재청 근대문화재분과 문화재위원
- 2011.02 ~ 2016.03 제11대 국립중앙박물관 관장
- 2011 ~ 2014 아시아유럽박물관네트워크 회장
- 2016 ~ 서울대학교 인문대학 고고미술사학과 명예교수
- 삼성문화재단 이사